# دو روز دیرتر
دو روز دیرتر فیلم ایرانی به کارگردانی اصغر نعیمی، نویسندگی رضا مقصودی، حمید اکبری خامنه و سیدمحمد حسینی و تهیه‌کنندگی محسن شیرازی محصول سال ۱۴۰۲ است. این فیلم نخستین بار در چهل و دومین دوره جشنواره بین‌المللی فیلم فجر اکران شد.

## بازیگران
| بازیگر       | نقش  |
| ------------ | ---- |
| سینا مهراد   | سهیل |
| پردیس احمدیه | مریم |

## داستان
سهیل و مریم زوج جوانی که سودای مهاجرت دارند، علیرغم توصیه‌های پدر و مادر مریم از فرزندآوری خودداری می‌کنند تا اینکه غلامحسین، پدر مریم تصمیم می‌گیرد مبلغی را که از خواهرش به ارث برده، بین نوه‌هایش تقسیم کند. سهیل و مریم که برای مهاجرت نیاز به پول دارند تصمیم می‌گیرند بچه‌دار شوند اما فوت ناگهانی غلامحسین، محاسبات آن‌ها را برهم می‌زند تا اینکه...